# Tournoi de clôture du championnat du Costa Rica de football 2023
Navigation
Tournoi précédent Tournoi suivant
Le tournoi Clausura 2023 est le trente-deuxième tournoi saisonnier disputé au Costa Rica. C'est cependant la 117e fois que le titre de champion du Costa Rica est remis en jeu.
Lors de ce tournoi, le Deportivo Saprissa tente de conserver son titre de champion du Costa Rica face aux onze meilleurs clubs costariciens. Le club termine à la première place au terme de la phase de qualification et obtient donc son billet pour la grande finale nationale où il affronte la LD Alajuelense, vainqueur de la phase finale. Le Deportivo Saprissa l'emporte au 3-2 au résultat cumulé et s'adjuge un trente-huitième titre de champion du Costa Rica et se qualifie pour la Coupe d'Amérique centrale 2023.

## Équipes participantes
| \| Alajuelense Cartaginés Herediano Guanacasteca Pérez Zeledón Saprissa Sporting San Carlos Santos Guadalupe Grecia Puntarenas \| Localisation des équipes. |
| Alajuelense Cartaginés Herediano Guanacasteca Pérez Zeledón Saprissa Sporting San Carlos Santos Guadalupe Grecia Puntarenas                                 |

Ce tableau présente les douze équipes qualifiées pour disputer le championnat 2022-2023. On y trouve le nom des clubs, le nom des stades dans lesquels ils évoluent ainsi que la capacité et la localisation de ces derniers.
| Équipe                  | Ville                  | Stade                         | Capacité |
| LD Alajuelense          | Alajuela               | Stade Alejandro Morera Soto   | 17 900   |
| CS Cartaginés           | Cartago                | Stade José Rafael Ivankovich  | 13 500   |
| Municipal Grecia        | Grecia                 | Stade Allen Riggioni (es)     | 4 000    |
| Guadalupe FC            | Guadalupe              | Stade Coyella Fonseca (es)    | 4 500    |
| CS Herediano            | Guadalupe              | Stade Coyella Fonseca (es)    | 4 500    |
| AD Guanacasteca         | Nicoya                 | Stade Chorotega               | 3 000    |
| Puntarenas FC           | Puntarenas             | Stade Lito Pérez              | 4 105    |
| Municipal Pérez Zeledón | San Isidro del General | Stade Municipal Pérez Zeledón | 6 000    |
| AD San Carlos           | Ciudad Quesada         | Stade Carlos Ugalde Álvarez   | 5 000    |
| SD Santos               | Guápiles               | Stade Ebal Rodríguez          | 3 000    |
| Deportivo Saprissa      | San José               | Stade Ricardo Saprissa        | 23 100   |
| Sporting FC             | San José               | Stade Ernesto Rohrmoser (es)  | 3 000    |

## Compétition
Le tournoi Clausura est divisé en trois phases :
- La phase de qualification : les vingt-deux journées de championnat.
- La phase finale : les matchs aller-retour allant des demi-finales à la finale.
- La finale nationale éventuelle : s'il ne remporte pas la phase finale, le vainqueur de la phase de qualification fait face au vainqueur de la phase finale pour déterminer le champion du tournoi.

### Phase de qualification
Lors de la phase de qualification. Chaque équipe affrontent à deux reprises tous les autres équipes.
Les quatre meilleures équipes sont directement qualifiées pour la phase finale.
Le classement est établi sur le barème de points classique (victoire à 3 points, match nul à 1, défaite à 0).
Le départage final se fait selon les critères suivants :
- Le nombre de points.
- La différence de buts générale.
- La différence de buts particulière.
- Le nombre de buts marqués.

#### Classement
| Rang | Équipe                  | Pts | J  | G  | N | P  | Bp | Bc | Diff |
| ---- | ----------------------- | --- | -- | -- | - | -- | -- | -- | ---- |
| 1    | Deportivo Saprissa T    | 50  | 22 | 15 | 5 | 2  | 48 | 16 | +32  |
| 2    | LD Alajuelense          | 41  | 22 | 12 | 5 | 5  | 49 | 20 | +29  |
| 3    | CS Cartaginés           | 41  | 22 | 12 | 4 | 6  | 40 | 32 | +8   |
| 4    | CS Herediano            | 36  | 22 | 11 | 3 | 8  | 35 | 31 | +4   |
| 5    | Sporting FC             | 35  | 22 | 9  | 8 | 5  | 31 | 25 | +6   |
| 6    | AD San Carlos           | 29  | 22 | 7  | 8 | 7  | 29 | 30 | -1   |
| 7    | AD Guanacasteca         | 28  | 22 | 7  | 7 | 8  | 25 | 27 | -2   |
| 8    | SD Santos               | 27  | 22 | 7  | 6 | 9  | 24 | 31 | -7   |
| 9    | Municipal Pérez Zeledón | 24  | 22 | 7  | 3 | 12 | 26 | 41 | -15  |
| 10   | Puntarenas FC P         | 20  | 22 | 5  | 5 | 12 | 21 | 33 | -12  |
| 11   | Guadalupe FC            | 19  | 22 | 5  | 4 | 13 | 27 | 42 | -15  |
| 12   | Municipal Grecia        | 16  | 22 | 3  | 7 | 12 | 21 | 45 | -24  |

| Légende : Qualifications et relégations | Légende : Qualifications et relégations                 |
| --------------------------------------- | ------------------------------------------------------- |
|                                         | Qualification pour la grande finale et les demi-finales |
|                                         | Qualification pour les demi-finales                     |
|                                         | T Tenant du titre P Promu de la saison 2021-2022        |

#### Résultats
| Résultats (▼dom., ►ext.) | CSH | SAP | LDA | PFC | SFC | GRE | SCA | MPZ | CSC | GFC | SAN | ADG |
| CS Herediano             |     | 4-1 | 0-4 | 1-0 | 1-1 | 3-0 | 4-2 | 3-1 | 1-3 | 1-0 | 2-1 | 0-1 |
| Deportivo Saprissa       | 2-0 |     | 1-1 | 3-0 | 2-1 | 5-1 | 2-1 | 7-0 | 1-0 | 2-1 | 1-0 | 3-0 |
| LD Alajuelense           | 1-1 | 0-2 |     | 4-0 | 3-1 | 5-0 | 4-1 | 2-1 | 3-2 | 4-0 | 0-2 | 2-0 |
| Puntarenas FC            | 1-2 | 3-2 | 1-0 |     | 1-2 | 3-0 | 0-1 | 1-2 | 2-0 | 1-2 | 1-1 | 1-1 |
| Sporting FC              | 1-0 | 0-0 | 2-0 | 2-2 |     | 4-3 | 1-1 | 2-1 | 2-1 | 2-0 | 1-1 | 2-0 |
| Municipal Grecia         | 1-1 | 0-4 | 0-0 | 4-0 | 2-1 |     | 0-0 | 0-1 | 1-1 | 3-4 | 2-1 | 1-1 |
| AD San Carlos            | 2-3 | 0-0 | 2-2 | 1-1 | 1-1 | 3-0 |     | 1-0 | 2-4 | 2-0 | 3-2 | 1-0 |
| Municipal Pérez Zeledón  | 2-3 | 1-5 | 1-3 | 1-0 | 0-1 | 1-1 | 2-0 |     | 0-2 | 3-1 | 1-1 | 2-1 |
| CS Cartaginés            | 1-0 | 1-1 | 0-5 | 2-1 | 3-2 | 2-0 | 0-0 | 2-1 |     | 3-2 | 4-0 | 4-1 |
| Guadalupe FC             | 0-4 | 0-1 | 3-2 | 0-1 | 1-1 | 1-1 | 2-3 | 1-1 | 5-1 |     | 1-3 | 1-1 |
| SD Santos                | 2-1 | 0-0 | 1-5 | 1-0 | 2-0 | 2-1 | 1-1 | 2-3 | 0-2 | 1-3 |     | 1-0 |
| AD Guanacasteca          | 4-0 | 2-3 | 0-0 | 1-1 | 3-1 | 2-0 | 1-0 | 2-1 | 2-2 | 2-0 | 0-0 |     |

## Phase finale
Les quatre équipes qualifiées sont réparties dans le tableau final d'après leur classement dans la première phase, le premier affrontant le quatrième et le second affrontant le troisième lors des demi-finales.
En cas d'égalité sur la somme des deux matchs, c'est la position au classement général qui départage les deux équipes, sauf pour la finale où des prolongations puis une séance de tirs au but ont éventuellement lieu.
Si le vainqueur de la finale est l'équipe ayant terminé première au classement général, alors elle est déclarée championne du tournoi. En revanche, si le vainqueur est différent, une grande finale est organisée entre le vainqueur de la finale et le premier du classement général pour déterminer le champion national du tournoi.
|  | Demi-finales         | Demi-finales         | Demi-finales     | Demi-finales     |                      |                      | Finale | Finale | Finale | Finale |  |  | Grande finale | Grande finale | Grande finale | Grande finale |
|  |                      |                      |                  |                  |                      |                      |        |        |        |        |  |  |               |               |               |               |
|  |                      |                      |                  |                  |                      |                      |        |        |        |        |  |  |               |               |               |               |
|  |                      |                      |                  |                  |                      |                      |        |        |        |        |  |  |               |               |               |               |
|  | 1 Deportivo Saprissa | 1 Deportivo Saprissa | 2                | 2                |                      |                      |        |        |        |        |  |  |               |               |               |               |
|  | 1 Deportivo Saprissa | 1 Deportivo Saprissa | 2                | 2                |                      |                      |        |        |        |        |  |  |               |               |               |               |
|  | 4 CS Herediano       | 4 CS Herediano       | 1                | 0                |                      |                      |        |        |        |        |  |  |               |               |               |               |
|  | 4 CS Herediano       | 4 CS Herediano       | 1                | 0                | 1 Deportivo Saprissa | 1 Deportivo Saprissa | 0      | 1      |        |        |  |  |               |               |               |               |
|  |                      |                      |                  |                  | 1 Deportivo Saprissa | 1 Deportivo Saprissa | 0      | 1      |        |        |  |  |               |               |               |               |
|  |                      |                      | 2 LD Alajuelense | 2 LD Alajuelense | 3                    | 0                    |        |        |        |        |  |  |               |               |               |               |
|  | 2 LD Alajuelense     | 2 LD Alajuelense     | 2 LD Alajuelense | 2 LD Alajuelense | 3                    | 0                    | 2      | 3      |        |        |  |  |               |               |               |               |
|  | 2 LD Alajuelense     | 2 LD Alajuelense     |                  |                  |                      |                      |        | 3      |        |        |  |  |               |               |               |               |
|  | 3 CS Cartaginés      | 3 CS Cartaginés      | 2                | 0                |                      |                      |        |        |        |        |  |  |               |               |               |               |
|  | 3 CS Cartaginés      | 3 CS Cartaginés      | 2                | 0                | 1 Deportivo Saprissa | 1 Deportivo Saprissa | 0      | 3      |        |        |  |  |               |               |               |               |
|  |                      |                      |                  |                  | 1 Deportivo Saprissa | 1 Deportivo Saprissa | 0      | 3      |        |        |  |  |               |               |               |               |
|  |                      |                      | 2 LD Alajuelense | 2 LD Alajuelense | 1                    | 1                    |        |        |        |        |  |  |               |               |               |               |
|  |                      |                      |                  |                  | 1                    | 1                    |        |        |        |        |  |  |               |               |               |               |
|  |                      |                      |                  |                  |                      |                      |        |        |        |        |  |  |               |               |               |               |
|  |                      |                      |                  |                  |                      |                      |        |        |        |        |  |  |               |               |               |               |
|  |                      |                      |                  |                  |                      |                      |        |        |        |        |  |  |               |               |               |               |
|  |                      |                      |                  |                  |                      |                      |        |        |        |        |  |  |               |               |               |               |
|  |                      |                      |                  |                  |                      |                      |        |        |        |        |  |  |               |               |               |               |
|  |                      |                      |                  |                  |                      |                      |        |        |        |        |  |  |               |               |               |               |
|  |                      |                      |                  |                  |                      |                      |        |        |        |        |  |  |               |               |               |               |
|  |                      |                      |                  |                  |                      |                      |        |        |        |        |  |  |               |               |               |               |
|  |                      |                      |                  |                  |                      |                      |        |        |        |        |  |  |               |               |               |               |
|  |                      |                      |                  |                  |                      |                      |        |        |        |        |  |  |               |               |               |               |

### Demi-finales
| Club               | Aller | Retour | Club          | Commentaire |
| Deportivo Saprissa | 2 - 1 | 2 - 0  | CS Herediano  |             |
| LD Alajuelense     | 2 - 2 | 3 - 0  | CS Cartaginés |             |

### Finale
| 18 mai 2023 | LD Alajuelense                                | 3 - 0   | Deportivo Saprissa                                           | Stade Alejandro Morera Soto, Alajuela |  |
| 20h00       | Arboine (en) 57e (csc) · López 60e · Mora 83e | (0 - 0) |                                                              |                                       |  |
| 20h00       | Venegas 54e · Martínez 63e                    | Rapport | 34e Valverde (es) · 36e Torres (en) · 40e Guzmán · 59e Salas |                                       |  |

| 21 mai 2023 | Deportivo Saprissa                        | 1 - 0   | LD Alajuelense                        | Stade Ricardo Saprissa Aymá, San José |  |
| 18h00       | Torres (en) 8e                            | (1 - 0) |                                       |                                       |  |
| 18h00       | Waston 17e · Rodríguez 69e · Paradela 89e | Rapport | 45+1e Zúñiga (es) · 90+1e Tejeda (en) |                                       |  |

### Grande finale
| 25 mai 2023 | LD Alajuelense                    | 1 - 0   | Deportivo Saprissa             | Stade Alejandro Morera Soto, Alajuela |  |
| 20h00       | Mora (en) 44e                     | (1 - 0) |                                |                                       |  |
| 20h00       | González 70e · Góndola (en) 90+3e | Rapport | 71e Arboine (en) · 90+2e Salas |                                       |  |

| 28 mai 2023 | Deportivo Saprissa                            | 3 - 1   | LD Alajuelense    | Stade Ricardo Saprissa Aymá, San José |  |
| 18h00       | Madrigal 19e · East (en) 25e · Paradela 45+2e | (3 - 0) | 77e (pen.) Borges |                                       |  |
| 18h00       | Torres (en) 76e · Paradela 84e                | Rapport | 85e Borges        |                                       |  |

## Bilan du tournoi
| Tournoi de clôture du championnat de football du Costa Rica 2023 |                                |
| Champion                                                         | Deportivo Saprissa (38e titre) |
| Dauphin                                                          | LD Alajuelense                 |
| Qualifications continentales                                     |                                |
| Coupe d'Amérique centrale 2023                                   | Deportivo Saprissa             |
| Coupe d'Amérique centrale 2023                                   | CS Herediano                   |
| Coupe d'Amérique centrale 2023                                   | LD Alajuelense                 |
| Coupe d'Amérique centrale 2023                                   | CS Cartaginés                  |
| Promotions et relégations                                        |                                |
| Promus en Primera División                                       | Municipal Liberia              |
| Relégués en Segunda División                                     | Guadalupe FC                   |

## Classement cumulatif
| Rang | Équipe                  | Pts | J  | G  | N  | P  | Bp | Bc | Diff |
| ---- | ----------------------- | --- | -- | -- | -- | -- | -- | -- | ---- |
| 1    | Deportivo Saprissa C    | 86  | 38 | 26 | 8  | 4  | 76 | 26 | +50  |
| 2    | CS Herediano            | 74  | 38 | 22 | 8  | 8  | 72 | 45 | +27  |
| 3    | LD Alajuelense          | 72  | 38 | 23 | 9  | 8  | 76 | 39 | +37  |
| 4    | CS Cartaginés           | 57  | 38 | 16 | 9  | 13 | 55 | 59 | -4   |
| 5    | Sporting FC             | 56  | 38 | 15 | 11 | 12 | 56 | 54 | +2   |
| 6    | AD San Carlos           | 49  | 38 | 12 | 13 | 13 | 48 | 53 | -5   |
| 7    | Puntarenas FC P         | 45  | 38 | 11 | 12 | 15 | 43 | 49 | -6   |
| 8    | Municipal Pérez Zeledón | 43  | 38 | 13 | 4  | 23 | 45 | 66 | -21  |
| 9    | SD Santos               | 39  | 38 | 9  | 12 | 17 | 43 | 60 | -17  |
| 10   | AD Guanacasteca         | 37  | 38 | 9  | 10 | 19 | 34 | 55 | -21  |
| 11   | Municipal Grecia        | 37  | 38 | 10 | 7  | 21 | 49 | 80 | -31  |
| 12   | Guadalupe FC            | 35  | 38 | 10 | 5  | 23 | 47 | 62 | -15  |

| Légende : Qualifications et relégations | Légende : Qualifications et relégations                                   |
| --------------------------------------- | ------------------------------------------------------------------------- |
|                                         | Qualification pour la Coupe d'Amérique centrale 2023                      |
|                                         | Relégué en Segunda División                                               |
|                                         | C Vainqueur des deux tournois de la saison P Promu de la saison 2021-2022 |